# Якинт (мученик)
Святий Якинт — ранньохристиянський святий та мученик.
Святий Якинт жив у IV ст. Погани вбили його за те, що він не хотів поклонятися поганським божкам і сокирою порозбивав ідолів. Якинт загинув мученицькою смертю за Христову віру в Амастридіі у Пафлагонії (сьгоднішня Туреччина).
- Пам'ять — 31 липня (Пам'ять Святих Отців шести Вселенських Соборів. Св. муч. Якинта, що в Амастиді. Св. муч. Еміліяна.)

## Джерело
- Рубрика Покуття. Календар і життя святих. (дозвіл отримано 9.01.2008)